# Кампанія у Внутрішній Монголії
Кампанія у Внутрішній Монголії — продовження вторгнення Японської імперії до північного Китаю після Маньчжурської кампанії.
Вторгнення до Маньчжурії 1931 року призвело до створення маріонеткової держави Маньчжоу-го. 1933-го операція «Некка» дозволила включити до складу маріонеткової держави провінцію Жехе. Подальше просування на південь було зупинено укладанням мирного договору. Тоді Японія звернула увагу на захід, на провінції Чахар та Суйюань. Щоб уникнути звинувачень у порушенні договору, японці переманили на свій бік деяких китайських мілітаристів (лояльність гоміньданському уряду на околицях країни завжди була низькою). Під керівництвом польового командира Внутрішньої Монголії, Демчигдонрова, було створено державу Менцзян. Чахарська народна антияпонська армія вела в 1933 році боротьбу проти колабораціоністів, але, залишившись без підтримки нанкінського уряду, була розгромлена. Суйюаньська кампанія 1936-го призвела до контрнаступу китайських військ і втрати Менцзяном більшої частини своєї території. Наступного, 1937 року, розпочалася повномасштабна Друга японо-китайська війна.

## Передісторія
У лютому 1933 року, після успішного японського вторгнення в Жехе, Квантунська армія залишила невеликий японський загін і Імператорську армію Маньчжоу-го для нагляду за східним кордоном провінції Жехе, а основні японські сили рушили на південь, щоб вступити в бій. У квітні 1933 року генерал Лю Гуйтан, який перейшов на бік японців, здійснив відволікаючий рейд через південно-східну частину провінції Чахар, щоб відвернути китайські підкріплення від Великої стіни. Виявивши, що опір дуже слабкий, Лю відправив 3000 чоловік далі на схід до Чжанбея. Хоча це і вважається японською операцією, можливо, подальше просування Лю відбувалося без явного дозволу японців.
Гоміньданівське військове командування в Бейпіні призначило генерала Фу Цзої командувачем 7-ї армійської групи, і доручило йому забезпечити безпеку кордонів провінції Жехе. Наприкінці квітня, коли наступні японські війська досягли Міюня, Хе Інцінь передислокував війська Фу Цзої так, щоб посилити оборону Бейпіна на схід від Чанпіна, залишивши кордон із провінцією Чахар неприкритою. Японсько-маньчжурські сили скористалися можливістю 11 травня, і швидко пішли за Лю Гуйтаном, захопивши район Долон-нура і взявши Гуюань якраз перед підписанням перемир'я в Тангу 31 травня 1933 року.

## Чахарська народна антияпонська армія
Умови перемир'я в Тангу обурили громадську думку у Китаї, особливо у містах. Групи китайських патріотів, незадоволені Чан Кайші (як з числа комуністів, так і з гоміньданівців) стали організовувати і підтримувати Добровольчі антияпонські військові формування для боротьби з подальшим просуванням японців.
Генерал Фен Юйсян та його колишній підлеглий Цзі Хунчан змогли організувати під своїм командуванням багатьох колишніх солдатів НРА. Фан Чжен'у збирав добровольців з Китаю. Крім них діяли місцеві ополчення, витіснені японцями з Жехе, антияпонські загони в Маньчжурії під керівництвом Фен Чжаньхая, місцеве чахарське ополчення, а також монгольські частини під керівництвом Демчигдонрова. Навіть Лю Гуйтан, який співпрацював з японцями, змінив бік, приєднавшись до антияпонських сил; приєднався до них і бандит Ван Ін із провінції Суйюань.
Після зустрічі командирів усіх мастей 26 травня 1933 року було проголошено створення Чахарської народної антияпонської армії з Фен Юйсяном як головнокомандувач; Фан Чжен'у став заступником головнокомандувача, а Цзі Хунчан — командувачем передовими частинами. За різними оцінками, армія поєднала у своєму складі від 60 до 120 тисяч осіб; Фен Юйсян заявляв про 100 тисяч. Однак більшість добровольців не мали гвинтівок та іншої сучасної зброї.

## Дії об'єднаних антияпонських сил
На час створення Народної антияпонської армії Квантунська армія посилила оборону Долон-нура, де було зосереджено 2.000 чоловік з японської 4-ї кавалерійської бригади та артилерійська частина. За межами міста японці звели 32 блокгаузи з траншеями, телефонною мережею та лініями загороджень. Зовнішні лінії оборони займали маньчжурські частини, якими командував Лі Шоусінь. На південь, у Фенніні, розташовувався японський 8-й полк, який міг прийти на допомогу силам у Долон-нурі.
Ситуація для Антияпонської армії погіршувалась день за днем. 1 червня японські літаки бомбили Душикоу, 4 червня японці взяли Баочан, а 5 червня — Канбао. 21 червня Фен Юйсян наказав Об'єднаній антияпонській армії розпочати контрнаступ трьома колонами, щоб повернути втрачену територію. 22 червня її авангард наблизився до Канбао, і після бою маньчжурські війська, якими командував генерал Цуй Сін'у, бігли, і китайські частини зайняли місто.
Наприкінці червня Цзі Хунчан повів на північний схід до Долон-нуру два корпуси. Північний корпус відбив Баочан у деморалізованих частин маньчжурських Цуй Сін'у. Південний корпус, яким командував Фан Чжен'у, наблизився до Гуяна, який контролював Лю Гуйтан. Лю переконали змінити бік, і він без бою здав Гуян та прилеглі території.
8 липня перед світанком Цзі Хунчан почав наступ на Долон-нур і захопив дві лінії оборони перед містом, перш ніж був відбитий з важкими втратами. Після цього частина солдатів Цзі була перевдягнена в місто для проведення розвідки перед другою атакою. Друга атака відбулася 12 липня і призвела до взяття Долон-нура вигнання японсько-маньчжурських військ із провінції Чахар. Наприкінці липня Фен Юйсян та Цзі Хунчан створили в Калгані «Комітет з повернення Чотирьох провінцій Північного Сходу», прямо погрожуючи існуванню новоствореної японської маріонеткової держави Маньчжоу-го.

## Розпуск Об'єднаної антияпонської армії
Чан Кайші вважав, що в Об'єднаній антияпонській армії заправляють комуністи і вважав її загрозою своїй владі. Коли було оголошено про створення Об'єднаної антияпонської армії, то гоміньданівська влада в Бейпіні видала наказ про припинення залізничного сполучення з Калганом. Після цього вони послали до Калгану бронепоїзд і наказали Янь Сішаню розмістити поблизу кордону провінцій Шаньсі і Чахар війська, що складаються з 42-ї дивізії під командуванням Фен Ціньцзая, 35-ї армії під командуванням Фу Цзої, і 3-ї армії під командування. У липні 17-а армія Сюй Тін'яо і 87-а дивізія Ван Цзінцзюзмінили війська Сунь Дяньіна і взяли контроль над залізницею, що йде з Бейпіна в провінцію Суйюань, відрізавши для Об'єднаної антияпонської армії можливість отримувати ззовні постачання.
Чан Кайші також використовував проти Антияпонських сил їхні внутрішні розбіжності, посилав шпигунів, розпускав чутки та сіяв розбрати, підкуповував лідерів. Генерали Ган Бао, Фен Чжаньхай, Лі Чжун'ї та Тань Цзисін перейшли до Чан Кайші; Ден Вень був убитий.
Японці скористалися можливістю, яку надає ця політика, щоб знову вторгнутися в Чахар у серпні. 8 серпня японці бомбили Гуюань і знову атакували Гуюань та Долон-нур. Цзі Хунчан призупинив японське просування, але блокада з боку Чан Кайші призвела до того, що йому не вистачало їжі, одягу, амуніції та грошей. Фен Юйсян не міг доставити це ззовні, а всередині провінцій для харчування армії ресурсів не було.
5 серпня Фен Юйсян надіслав телеграму, в якій оголошував, що збирається офіційно розпустити Об'єднану антияпонську армію, і просив Національний уряд дозволити Сун Чжеюаню повернутися, щоб спостерігати за процесом. Солдати та офіцери Об'єднаної армії, які страждали від голоду, хвороб та відсутності платні, легко погодилися приєднатися до НРА (альтернативою була демобілізація). 18 серпня Фен Юйсян пішов зі свого поста і залишив Чахар; відразу після цього японці знову зайняли Долон-нур.
Сун Чжеюань зробив Жуань Сюаньу (колишнього командира 5-го корпусу) головою гарнізону Шаньду з командуванням двома полками, а Фу Чуня (колишнього командира 24-ї дивізії) командиром одного з підпорядкованих Жуаню полків. Чжан Лін'юнь (колишній командир 6-го корпусу) очолив гарнізон Баочана, Ме Юйлінь (колишній командир Партизанської дивізії) став його заступником, командуючи двома полками. Хуан Шоучжун (колишній командир 18-го корпусу) отримав під початок два батальйони місцевих партизанів. Сунь Лянчен (колишній командир корпусу), Лю Чжендун та партизанський командир Тан Цзюйу отримали по полку. Чжан Лішен за те, що розпустив Армію оборони Чахара, обійняв посаду консультанта місцевого уряду. Тан Цзисінь, Чжан Женьцзу та Лі Чжунь'ї перейшли у підпорядкування Бейпінській військовій раді. Війська Яо Цзінчуаня, Сун Кебіня та інших командирів було скорочено та реорганізовано.
Після того, як Об'єднана антияпонська армія Фан Чжен'у та Цзі Хунчана виявилася істотно скороченою завдяки діяльності Суна, її новий командир Фан Чжен'у отримав наказ передислокувати армію на схід у Душикоу. Деякі з підлеглих Цзі Хунчана спробували вирушити на захід, у провінцію Нінся, через провінцію Суйюань. Однак Фу Цзої та Чжан Лін'юнь наздогнали і блокували їх на схід від Ертайцзи, змусивши рушити на схід на з'єднання з Фан Чжень в Душикоу.
10 вересня Цзі Хунчан, Фан Чжен'у Тан Юйлінь та Лю Гуйтан зібралися на нараду в Юньчжоу (на північ від Чичену). На нараді вони вирішили реорганізувати свої війська та змінили назву на «Армію боротьби з японцями та покарання бандитів»; Фан Чженьу став головнокомандувачем, Тан Юйлінь — заступником головнокомандувача, Лю Гуйтан — командиром правої колони, Цзі Хунчан — командиром лівої колони. Будучи затиснутими військами Чан Кайші з півдня і японськими військами з півночі, вони вирішили залишити Душикоу і вирушити на південь у напрямку Бейпіна.
Після наради ліва колона під командуванням Цзі Хунчана вирушила вздовж річки Хей на Хуайчжоу, на схід від Великої стіни; права колона під командуванням Фан Чжен'у вирушила вздовж річки Бай на захід від Великої стіни. Обидві колони перейшли Велику стіну 20-21 вересня, після чого Цзі атакував Хуайчжоу, а Фан Чжен'у атакував і зайняв Міюнь.
Тим часом Лю Гуйтан, поспілкувавшись із Сун Чжеюанем, знову перейшов на бік японців, здобувши титул «Командувач знищенням бандитів у Східному Чахарі»; під його командуванням опинилося три полки — у Чичені, Душикоу та Юньчжоу. В результаті війська Лю не дали військам Тана піти на південь за іншими, залишивши Фан Чжен'у і Цзі Хунчана самих.
25 вересня Фан Чжен'у атакував і зайняв Гаолін. Японський розвідувальний літак скинув у його вимогу на наступний день залишити демілітаризовану зону, встановлену Перемир'ям Тангу. Оскільки вони цього не зробили, 27 вересня японські літаки скинули на їх позиції бомби. Фен і Цзі вирішили з 6 тисячами людей, що залишилися (з яких близько половини не мало зброї) розділившись на три групи продовжувати рух. На початку жовтня війська Цзі натрапили в районі Чанпіна на війська Шан Чженя, Гуань Ліньчжена і Пан Бінсюня, які блокували їхній шлях; за кілька днів вони виявилися оточеними. незважаючи на нестачу їжі та спорядження, після кількох днів важких боїв війська Фань І Цзі змогли прорватися на схід від Сяотаншаня, але зазнали великих втрат і знову потрапили в пастку. 4,5 тисяч людей, що залишилися, були змушені капітулювати. Цзі зміг бігти в сум'яття, пробравшись у Тяньцзінь і продовживши боротьбу з японцями; Фан був змушений емігрувати до Гонконгу.

## Демчігдонров та Автономний уряд Внутрішньої Монголії
У вересні 1933 року монгольські князі з провінцій Чахар і Суйюань з'їхалися в Байлімяо (на північ від Хух-Хото) на раду на чолі з князем Демчигдонров, який вже кілька місяців намагався створити панмонгольський рух за самоврядування. У середині жовтня, незважаючи на свою традиційну взаємну підозрілість, князі погодилися підписати угоду про Конфедерацію аймаків Внутрішньої монголії. Вони відправили повідомлення в Нанкін про те, що хоч китайський уряд і формально визнає автономію Внутрішньої Монголії, але вони шукатимуть підтримки у Японії.
Генерал Дзиро Мінамі, який командував Квантунською армією, і полковник Сейсіро Ітагакі надали підтримку Автономному уряду Внутрішньої Монголії, однак, коли генерал Мінамі послав полковника Рюкіті Танака і ще одного офіцера в квітні 1935 року для переговорів з князем Демчі.
У червні 1935 року стався Північочахарський інцидент, за яким послідувала Угода Цінь-Доїхара. За умовами цієї угоди всі сили китайської 29-ї армії були зобов'язані відійти з районів на північ від Чанбея, що призвело до майже повної евакуації китайських військ із провінції Чахар. Підтримка громадського порядку була покладена на «Корпус із підтримання миру» — поліцейські сили, озброєні лише легкою зброєю. Китайським поселенцям заборонялося переселятися у північну частину провінції Чахар, а діяльність гоміньдану було заборонено, як та інших антияпонських організацій. Торішнього серпня 1935 року генерал Мінамі зустрівся з князем Демчигдонровом, у цій зустрічі князь пообіцяв тісно співпрацювати з Японією, а генерал пообіцяв допомагати йому матеріально.
24 грудня 1935 року генерал Мінамі послав два батальйони іррегулярної маньчжурської кавалерії під командуванням Лі Шоусіня, ескадрилью японських літаків і кілька танків, щоб допомогти князю Демчигдонрову окупувати північну частину провінції Чахар. На захист шести повітів північного Чахара могли стати лише кілька тисяч людей із «Корпуса з підтримки миру». За допомогою Лі монгольські сили невдовзі взяли територію під контроль.

## Суйюаньська кампанія 1936—1937 років

### Японська підготовка

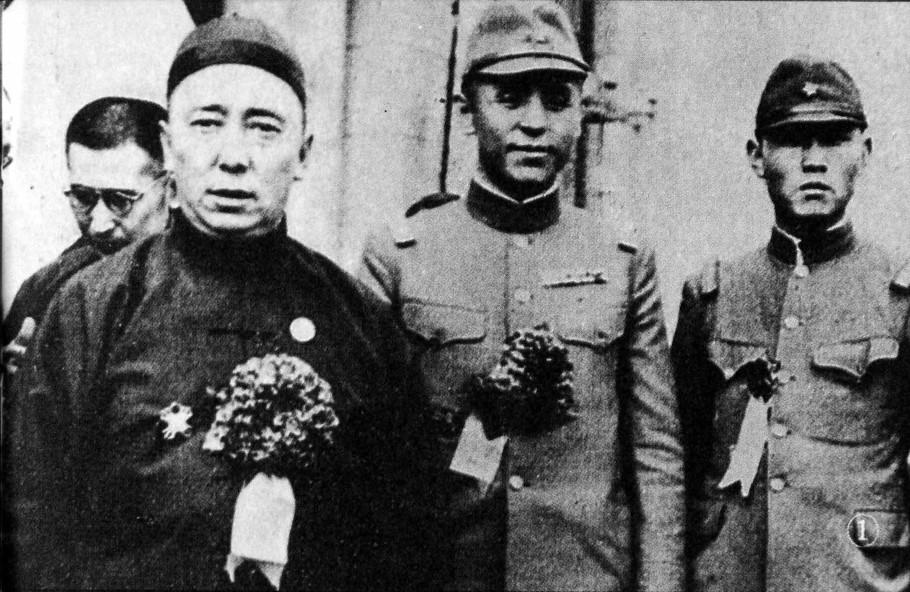
Демчигдонров і Лі Шоусінь

За деякий час до захоплення північного Чахара японська розвідка почала діяти в провінціїСуйюань, розміщуючи там радіостанції з радистами, замаскованими під буддійських ченців. Після того, як Сейсіро Ітакакі став начальником штабу Квантунської армії, розробка планів із вторгнення в Суйюань активізувалася.
Наприкінці квітня 1936 року князь Демчигдонров і Лі Шоусінь зустрілися з японським розвідником капітаном Такаєсі Танака. На зустрічі, названій «Конференією з заснування держави», також були присутні представники Цинхаю та Зовнішньої Монголії . Планувалося створити нову Монгольську імперію, яка займала б територію Внутрішньої та Зовнішньої Монголії, а також провінції Цінхай. В результаті зустрічі 21 травня 1936 року було сформовано Монгольський військовий уряд. У липні 1936 року було укладено угоду про взаємодопомогу з Маньчжоу-го, а Японія погодилася надати військову та економічну допомогу.
Князь Демчигдонров став розширювати і переозброювати свою армію, розширивши її за допомогою японців із трьох кавалерійських дивізій до дев'яти дивізій. Японці передали йому зброю, захоплену Північно-східною армією. Однак Танака проігнорував поради монгольських лідерів, взявши до військ погано озброєних колишніх бандитів із різних регіонів. Ці іррегулярні сили, що не мають спільної ідеї, погано навчені і погано озброєні, в кількості близько 10.000 осіб, були скоріше тягарем, ніж підмогою. Крім того, до складу Національної армії Менцзяна було включено Велику ханьську справедливу армію Ван Іна.
Японці також створили ВПС Менцзяна з 28 літаків, що базувалися в Чжанбеї, створили бронетанкові та артилерійські частини; весь персонал був японським. ЮМЗ відправила 150 вантажівок для створення транспортних частин, а уряд Маньчжоу-го надав засоби зв'язку.

### Китайська підготовка
Генерал Фу Цзої готувався до очікуваного японсько-монгольського нападу, запитуючи підкріплень для своїх місцевих сил у губернатора провінції Шаньсі Янь Сішаня, а також у Чан Кайші, який перекинув свою Центральну армію в провінцію Шеньсі для боротьби з комуністами, які прибули туди після. 9 серпня Янь послав 9-ту армію під командуванням Ван Цзінго (складалася з 68-ї дивізії, 7-ї та 8-ї окремих бригад і чотирьох артилерійських полків), а 18 вересня Центральна армія передала один батальйон ППО.
14 жовтня Чан Кайші відправив телеграму Янь Сішаню, рекомендую послати в Суйюань війська Тан Еньбо, 13-ю армію (з двох дивізій) і 7-ю кавалерійську дивізію Мень Біньюе. 30 жовтня Янь Сішань та Фу Цзої зустрілися з Чан Кайші щоб обговорити військову ситуацію та визначити схему дислокації військ. 11 листопада Янь Сішань перерозподілив свої сили, створивши три польові армії, кавалерійську армію і резервну армію, і розташувавши їх так, щоб загальна розстановка виявилася завершеною як тільки підійдуть війська Тан Еньбо. Проте японці завдали свого удару першими, 15 листопада 1936 року.

### Суйюаньська кампанія
Суйюаньська кампанія розпочалася 14 листопада 1936 року, коли 7-ма та 8-ма кавалерійські дивізії армії Менцзяна, Велика ханьська справедлива армія Ван Іна та монгольські найманці з Жехе, Чахара та інших місць разом із 30 японськими радниками атакували китайський гарнізон.
Внаслідок кількох днів боїв атакуючі так і не змогли взяти місто. 17 листопада відбулася несподівана для агресорів китайська контратака, яка призвела до їхньої безладної втечі. Скориставшись дезорганізацією монгольських військ, генерал Фу Цзої провів фланговий маневр, захопивши монгольську штаб-квартиру в Байлінмяо і втікши всі монгольські сили. Ван Ін та його Велика Ханьська справедлива армія спробували провести контратаку від Байлінмяо, але вона закінчилася невдачею. 19 грудня армія Ван Іна перестала існувати.

## Підсумки
Поразка японських поплічників надихнула багатьох китайців на більш активного опору японцям. «Спусковим гачком», можливо, з'явився Сіаньський інцидент, що стався відразу після успішного завершення боїв.
Бої місцевого значення тривали в Суйюані аж до інциденту, що стався наступного року на Лугоуцяо . Після поразки в Суйюані Демчігдонров довелося відновлювати свої війська. За допомогою японців до початку війни у червні 1937 року його армія складалася з 20 тисяч осіб, об'єднаних у 8 кавалерійських дивізій. Ці сили брали участь у Чахарській операції та битві за Тайюань, під час яких японсько-монгольські війська остаточно опанували східну частину провінції Суйюань.
Після закінчення Другої світової війни в Китаї вибухнула громадянська війна між КПК та Гоміньданом. Після перемоги комуністів колабораціоністи із Внутрішньої Монголії були покарані за співпрацю з японськими загарбниками.